# Во Тхі Ань Суан
Во Тхі Ань Суан (8 січня 1970 , Thới Sơnd, ДРВ ) (в'єт. Võ Thị Ánh Xuân) — в'єтнамська політикиня і колишня педагогиня, з 18 січня 2023 по 2 березня 2023 року виконувала обов'язки президента В'єтнаму після відставки Нгуєн Суан Фука.

Була обрана віце-президенткою В'єтнаму 6 квітня 2021 року, здобувши 93,13 % голосів у Національних зборах, продовжуючи нещодавню норму, коли цю посаду обіймає жінка.

На 2023 рік вона є членом Центрального комітету партії, секретарем парткому провінції Анзянг і головою делегації депутатів Національних зборів провінції.
Вона є другою жінкою-президентом після виконуючого обов'язки президента Данг Тхі Нгок Тхинь.
Суан була наймолодшим віце-президентом В'єтнаму з 1945 року

## Раннє життя
Народилася 8 січня 1970 року у провінції Анзянг.
В 1992—1996 роках вона була вчителем у середній школі в Лонг-Сюєн, провінція Анзянг.
20 грудня 1994 року її прийняли до Комуністичної партії В'єтнаму, офіційно ставши членом партії 20 грудня 1995 року.

## Політична кар'єра
- серпень 1996 — липень 2001: головний науковий співробітник в офісі парткому провінції Анзянг;
- 2001—2010: член Постійної ради, заступник голови, а потім голова жіночої спілки Анзянг;
- грудень 2005 — жовтень 2010: член Комітету партійної організації провінції Анзянг;
- серпень 2010 — жовтень 2010: заступник голови Комісії з масової мобілізації провінції Анзянг[4];
- листопад 2010 — січень 2013: член Постійної ради партійного комітету провінції Анзянг, секретар міського партійного комітету Тан Чау провінції Анзянг;
- січень 2011: кандидат в члени ЦК партії на 11-й термін;
- лютий 2013 — листопад 2013: член постійної ради партійного комітету провінції Анзянг і заступник голови Народного комітету Анзянг;
- грудень 2013 — жовтень 2015: віце-секретар партійного комітету провінції Анзянг;
- 2 жовтня 2015: секретар партійного комітету провінції Анзянг;
- січень 2016: член 12-го ЦК партії; після виборів до XIV Національних зборів вона також є головою делегації Національних зборів Анзянг[5];

6 квітня 2021 року Національні збори В'єтнаму прийняли резолюцію про обрання Во Тхі Ань Суана віце-президентом Соціалістичної Республіки В'єтнам за підтримки 447 із 449 депутатів, присутніх на засіданні, що еквівалентно 93,13 % загальна кількість парламентарів